# Krok

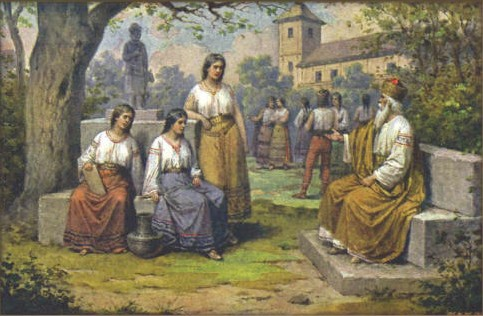
Josef Mathauser – Il duca Krok con le sue figlie: Libuše, Kazi, e Teta.

Il duca Krok è una figura leggendaria della storia ceca, essendo il primo giudice, o duca, del popolo ceco. Era anche il padre della principessa Libuše e delle sue sorelle Kazi e Teta.

## Krok nella Cronaca di Cosma Praghese
Forse la prima menzione del Duca (con il nome di "Crocco") è nella Chronica Boëmorum, che fu originariamente scritta in latino da Cosma Praghese. Dopo aver descritto il modo in cui i primi abitanti della Boemia, che all'inizio vivevano molto semplicemente e non conoscevano alcol, matrimoni, proprietà privata o armi, iniziarono tuttavia a nascere ingiustizie e invidia. E, secondo Cosma, la gente non aveva "né il giudice né il principe". Così si distinse Krok, che è descritto da Cosma come "un uomo conosciuto per la sua età, assolutamente perfetto, ricco, giudizioso e sofisticato. Questo meraviglioso uomo non aveva eredi maschi, ma piuttosto tre figlie, cui la natura aveva concesso i tesori della saggezza".
Tuttavia, questa è l'ultima cosa che Cosma dice di Krok, passando poi a descrivere le sue figlie e le loro imprese. I cronisti successivi avrebbero sviluppato il tema; per esempio, Václav Hájek di Libočany scrive della morte dell'antenato Cech e scrive che quando Cech morì tentò di passare il comando del popolo ceco a suo fratello Lech, che rifiutò, e raccomandò Krok al suo posto.

## Ipotesi su Krok
František Palacký sostenne che la figura di Krok era influenzata dal sovrano Sámo; tuttavia, altri autori, desiderosi di provare una presunta origine celtica del popolo ceco, hanno rapidamente affermato che il nome Krok potrebbe essere sorto dal nome celtico Crocco. Altri teorici suggeriscono una connessione con il principe Krakus, il mitico fondatore di Cracovia.